# Tsaranemura descarpentriesi
Tsaranemura descarpentriesi is een steenvlieg uit de familie Notonemouridae. De wetenschappelijke naam van de soort is voor het eerst geldig gepubliceerd in 1959 door Paulian.